# Norwegischer Fußballpokal der Männer 1967
Der norwegische Fußballpokal 1967 (kurz auch NM-Cup 1967 genannt) war die 62. Austragung des Fußballpokalwettbewerbs der Männer. Pokalsieger wurde der SFK Lyn Oslo. Das Team setzte sich im Finale gegen Rosenborg Trondheim durch. Durch den Sieg qualifizierte sich Lyn für den Europapokal der Pokalsieger 1968/69.

## 1. Runde
| Datum      |                      | Ergebnis  |                     |
| ---------- | -------------------- | --------- | ------------------- |
| 24.05.1967 | Odds BK              | 2:1       | SK Stag             |
| 25.05.1967 | SK Baune             | 0:2       | Brann Bergen        |
|            | Flå IL               | 0:2       | Rosenborg Trondheim |
|            | Arna TIL             | 2:0       | Nymark IL           |
|            | Asker SK             | 1:2       | Stabæk IF           |
|            | Askim FK             | 2:3       | Østsiden IL         |
|            | Aurskog IL           | 4:1       | Bjørkelangen SF     |
|            | SFK Bodø-Glimt       | 2:1       | Harstad IL          |
|            | SK Brage             | 2:1 n. V. | Verdal IL           |
|            | Brekstad BK          | 3:2       | Løkken IF           |
|            | Brumunddal IL        | 1:2       | SK Mesna            |
|            | SBK Drafn            | 2:2 n. V. | SK Snøgg            |
|            | Eidsvold Turn        | 2:3 n. V. | Vålerenga Oslo      |
|            | Eik IF               | 7:1       | Halsen IF           |
|            | SK Falken            | 2:2 n. V. | FK Kvik Trondheim   |
|            | Flekkefjord FK       | 1:3       | Buøy IL             |
|            | Fram Larvik          | 7:1       | Rygene IL           |
|            | Faaberg IL           | 1:6       | Raufoss IL          |
|            | FK Gjøvik Lyn        | 6:1       | Lena IF             |
|            | Hamar IL             | 3:2       | Nordre Trysil IL    |
|            | Ham-Kam              | 5:0       | Stange SK           |
|            | Heddal IL            | 0:2       | Strømsgodset IF     |
|            | FK Jerv              | 1:6       | IF Pors             |
|            | Kongsberg IF         | 1:3       | Larvik Turn         |
|            | Kristiansund FK      | 3:1       | Todalen IL          |
|            | Kvik Halden FK       | 0:6       | Fredrikstad FK      |
|            | Lillestrøm SK        | 3:2       | Grue IL             |
|            | Lisleby FK           | 2:2 n. V. | SK Sprint-Jeløy     |
|            | FK Mjølner           | 2:0       | IL Stein            |
|            | Mjøndalen IF         | 5:0       | Svelvik IF          |
|            | Molde FK             | 3:0       | Clausenengen FK     |
|            | Moss FK              | 6:1       | FK Sparta Sarpsborg |
|            | Namsos IL            | 0:1       | Mo IL               |
|            | Nidelv IL            | 1:1 n. V. | SK Freidig          |
|            | Odda IL              | 2:1 n. V. | Ny-Krohnborg IL     |
|            | Os TF                | 0:1       | SK Haugar           |
|            | Randaberg IL         | 2:4       | SK Jarl             |
|            | Raumnes & Årnes IL   | 2:3       | Strømmen IF         |
|            | IL Runar Sandefjord  | 2:2 n. V. | Åssiden IF          |
|            | Røros IL             | 5:1       | Moelven IL          |
|            | Sagene IF            | 4:1       | Nannestad IL        |
|            | Sandefjord BK        | 1:0       | SBK Skiold          |
|            | Sarpsborg FK         | 3:0       | Greåker IF          |
|            | Skeid Oslo           | 5:0       | IL Liull            |
|            | Spjelkjavik IL       | 0:2       | IL Hødd             |
|            | Steinkjer FK         | 3:0       | SK Nessegutten      |
|            | IL Sverre            | 1:2       | Melhus IL           |
|            | IL Sørfjell          | 4:5       | Brevik IL           |
|            | SK Vard Haugesund    | 5:0       | Bremnes IL          |
|            | Vardal IF            | 0:1       | Sogndal IL          |
|            | IL Varegg            | 5:2       | Florvåg IF          |
|            | Velledalen/Ringen FL | 0:3       | Langevåg IL         |
|            | FK Vidar             | 2:0       | Vindbjart FK        |
|            | FK Vigør             | 1:0 n. V. | FK Donn             |
|            | Viking Stavanger     | 3:0       | SK Ulf              |
|            | IK Våg               | 0:5       | Start Kristiansand  |
|            | FK Ørn               | 3:0       | Sem IF              |
|            | Ørsta IL             | 0:1       | SK Herd             |
|            | Øvrevoll BK          | 0:5       | Frigg Oslo FK       |
|            | Øyestad IF           | 1:4       | IK Grane Arendal    |
|            | Aalesunds FK         | 2:1       | Skarbøvik IF        |
|            | Ålgård FK            | 0:1       | Bryne FK            |
|            | Årstad IL            | 2:0       | IL Sandviken        |
| 28.05.1967 | SFK Lyn Oslo         | 7:2       | IF Ready            |

### Wiederholungsspiele
| Datum      |                   | Ergebnis |                     |
| ---------- | ----------------- | -------- | ------------------- |
| 04.06.1967 | SK Freidig        | 2:1      | Nidelv IL           |
|            | FK Kvik Trondheim | 3:0      | SK Falken           |
|            | SK Snøgg          | 1:3      | SBK Drafn           |
|            | SK Sprint-Jeløy   | 2:3      | Lisleby FK          |
|            | Åssiden IF        | 1:0      | IL Runar Sandefjord |

## 2. Runde
| Datum      |                     | Ergebnis  |                   |
| ---------- | ------------------- | --------- | ----------------- |
| 09.06.1967 | SFK Lyn Oslo        | 2:1       | Sagene IF         |
| 11.06.1967 | Aurskog IL          | 3:1 n. V. | Lisleby FK        |
|            | Bryne FK            | 2:0       | Buøy IL           |
|            | SBK Drafn           | 1:1 n. V. | Fram Larvik       |
|            | Fredrikstad FK      | 3:0       | Lillestrøm SK     |
|            | SK Freidig          | 1:3       | Brekstad BK       |
|            | IK Grane Arendal    | 1:7       | FK Vigør          |
|            | SK Haugar           | 2:7       | SK Vard Haugesund |
|            | SK Herd             | 2:1       | Aalesunds FK      |
|            | IL Hødd             | 4:0       | Langevåg IL       |
|            | SK Jarl             | 0:5       | Viking Stavanger  |
|            | Larvik Turn         | 1:2 n. V. | FK Ørn            |
|            | Melhus IL           | 2:5       | FK Kvik Trondheim |
|            | SK Mesna            | 0:1       | FK Gjøvik Lyn     |
|            | Mo IL               | 1:1 n. V. | FK Mjølner        |
|            | Molde FK            | 9:0       | Kristiansund FK   |
|            | Odda IL             | 0:2       | Årstad IL         |
|            | IF Pors             | 1:0       | Eik IF            |
|            | Raufoss IL          | 3:1       | Hamar IL          |
|            | Røros IL            | 2:2 n. V. | Ham-Kam           |
|            | Sandefjord BK       | 2:3 n. V. | Mjøndalen IF      |
|            | Sogndal IL          | 0:1       | IL Varegg         |
|            | Stabæk IF           | 2:1       | Sarpsborg FK      |
|            | Start Kristiansand  | 3:2 n. V. | FK Vidar          |
|            | Steinkjer FK        | 4:1       | SK Brage          |
|            | Strømmen IF         | 3:1       | Frigg Oslo FK     |
|            | Strømsgodset IF     | 3:1       | Åssiden IF        |
|            | Vålerenga Oslo      | 4:1       | Moss FK           |
|            | Østsiden IL         | 2:1       | Skeid Oslo        |
| 14.06.1967 | Brann Bergen        | 4:3       | Arna TIL          |
| 15.06.1967 | Rosenborg Trondheim | 3:0       | SFK Bodø-Glimt    |
|            | Brevik IL           | 1:0       | Odds BK           |

### Wiederholungsspiele
| Datum      |             | Ergebnis |           |
| ---------- | ----------- | -------- | --------- |
| 18.06.1967 | Ham-Kam     | 2:0      | Røros IL  |
|            | Fram Larvik | 3:0      | SBK Drafn |
|            | FK Mjølner  | 1:3      | Mo IL     |

## 3. Runde
| Datum      |                     | Ergebnis  |                    |
| ---------- | ------------------- | --------- | ------------------ |
| 21.06.1967 | FK Vigør            | 2:2 n. V. | IF Pors            |
| 22.06.1967 | IL Hødd             | 3:1       | SK Herd            |
|            | Mjøndalen IF        | 4:1       | Østsiden IL        |
|            | Viking Stavanger    | 5:1       | Stabæk IF          |
|            | FK Ørn              | 1:3       | Fredrikstad FK     |
|            | IL Varegg           | 4:2       | Start Kristiansand |
|            | SK Vard Haugesund   | 1:2       | Brann Bergen       |
| 25.06.1967 | Vålerenga Oslo      | 3:2 n. V. | Bryne FK           |
|            | Årstad IL           | 0:3       | SFK Lyn Oslo       |
|            | Brekstad BK         | 0:4       | Steinkjer FK       |
|            | Rosenborg Trondheim | 4:1       | Molde FK           |
|            | Brevik IL           | 1:3       | Strømsgodset IF    |
|            | Fram Larvik         | 4:1       | Aurskog IL         |
|            | Mo IL               | 1:4       | FK Kvik Trondheim  |
|            | Ham-Kam             | 3:0       | Raufoss IL         |
|            | FK Gjøvik Lyn       | 4:0       | Strømmen IF        |

### Wiederholungsspiel
| Datum      |         | Ergebnis |          |
| ---------- | ------- | -------- | -------- |
| 28.06.1967 | IF Pors | 5:1      | FK Vigør |

## 4. Runde
| Datum      |                   | Ergebnis |                     |
| ---------- | ----------------- | -------- | ------------------- |
| 13.08.1967 | IF Pors           | 1:4      | Vålerenga Oslo      |
|            | Fredrikstad FK    | 2:1      | FK Gjøvik Lyn       |
|            | SFK Lyn Oslo      | 3:0      | Fram Larvik         |
|            | Brann Bergen      | 5:2      | IL Hødd             |
|            | Strømsgodset IF   | 0:1      | Mjøndalen IF        |
|            | FK Kvik Trondheim | 0:6      | Viking Stavanger    |
|            | Steinkjer FK      | 3:1      | IL Varegg           |
|            | Ham-Kam           | 1:4      | Rosenborg Trondheim |

## Viertelfinale
| Datum      |                     | Ergebnis |                |
| ---------- | ------------------- | -------- | -------------- |
| 27.08.1968 | Brann Bergen        | 1:0      | Steinkjer FK   |
|            | Rosenborg Trondheim | 7:2      | Fredrikstad FK |
|            | Mjøndalen IF        | 2:4      | SFK Lyn Oslo   |
|            | Viking Stavanger    | 0:1      | Vålerenga Oslo |

## Halbfinale
| Datum      |                     | Ergebnis |                |
| ---------- | ------------------- | -------- | -------------- |
| 01.10.1967 | SFK Lyn Oslo        | 4:0      | Vålerenga Oslo |
|            | Rosenborg Trondheim | 3:1      | Brann Bergen   |

## Finale
| SFK Lyn Oslo                                | SFK Lyn Oslo | Rosenborg Trondheim | Rosenborg Trondheim |
| ------------------------------------------- | --- | --- | ------------------- |
| SFK Lyn Oslo                                | \| Finale \| \| 29. Oktober 1967 in Oslo (Ullevaal-Stadion) \| \| Ergebnis: 4:1 (3:1) \| \| Zuschauer: 27.389 \| \| Schiedsrichter: Ivar Hornslien \| \| Spielbericht \|                                                                    | \| Finale \| \| 29. Oktober 1967 in Oslo (Ullevaal-Stadion) \| \| Ergebnis: 4:1 (3:1) \| \| Zuschauer: 27.389 \| \| Schiedsrichter: Ivar Hornslien \| \| Spielbericht \|       | Rosenborg Trondheim |
| SFK Lyn Oslo                                | Svein Bjørn Olsen – Jan Rodvang, Kjell Saga, Helge Østvold, Knut Kolle – Svein Bredo Østlien, Andreas Morisbak – Jan Berg, Harald Berg, Ola Dybwad Olsen, Knut Berg, Reidar Tessem, Tom Ørehagen, Sveinung Aarnseth Cheftrainer: Knut Osnes | Tor Røste Fossen – Kjell Jensen, Kåre Rønnes, Nils Arne Eggen, Kjell Hvidsand – Svein Haagenrud, Jan Christiansen – Tore Pedersen, Harald Sunde, Odd Iversen, Birger Thingstad | Rosenborg Trondheim |
| SFK Lyn Oslo                                | 1:0 Ola Dybwad Olsen (10., Elfmeter) 2:0 Harald Berg (25.) 3:1 Harald Berg (42.) 4:1 Knut Berg (52. Elfmeter) | 2:1 Odd Iversen (34.) | Rosenborg Trondheim |
| Finale                                      | | |                     |
| 29. Oktober 1967 in Oslo (Ullevaal-Stadion) | | |                     |
| Ergebnis: 4:1 (3:1)                         | | |                     |
| Zuschauer: 27.389                           | | |                     |
| Schiedsrichter: Ivar Hornslien              | | |                     |
| Spielbericht                                | | |                     |